# Jean Desaincthorent
Pour les articles homonymes, voir Desaincthorent.
Jean-Gabriel-Théophile Desaincthorent, né le 15 février 1795 à Boussac (Creuse), mort le 22 mai 1878 à La Vaufranche (Creuse), est un homme politique français.

## Biographie
Fils de François-Godefroy Desaincthorent, il suit des études de droit et s'inscrit au barreau de Boussac mais s'occupe essentiellement d'agriculture. Nommé maire de La Cellette en 1818, il devient Conseiller général de la Creuse en 1831. Le 21 juin 1834, il est élu par le 4e collège électoral de la Creuse, à Boussac, député par 89 voix sur 101 votants et 150 inscrits. Député ministériel siégeant au centre, il vote souvent avec l'opposition.
Il se fait réélire le 4 novembre 1837 avec 85 voix sur 87 votants et 150 inscrits puis le 2 mars 1839 avec 201 voix sur 202 votants, mais ne se présente pas élections suivantes du 9 juillet 1842 et du 1er août 1846.
Après la Révolution française de 1848, il est élu le 23 avril 1848 député de la Creuse à l'Assemblée constituante, le 6e sur 7, avec 17 286 sur 49 820 votants. Siégeant à droite, il est membre du comité de l'administration départementale et communale et soutient la politique de Louis-Napoléon Bonaparte après son élection à la présidence de la République française en décembre 1848. Après la fin de la session de cette assemblée, il abandonne la vie politique.
Il est le père de Jean-Marie-Théophile Desaincthorent.

## Sources
- « Jean Desaincthorent », dans Adolphe Robert et Gaston Cougny, Dictionnaire des parlementaires français, Edgar Bourloton, 1889-1891 [détail de l’édition] « p. 345-346 »(Archive.org • Wikiwix • Archive.is • Google • Que faire ?)